# فرودگاه اکیاچاک
فرودگاه اکیاچاک (به انگلیسی: Akiachak Airport) یک فرودگاه همگانی است که یک باند فرود شن دارد و طول باند آن ۵۰۳ متر است. این فرودگاه در شهر آکیاچاک، آلاسکا کشور ایالات متحده آمریکا  قرار دارد و در ارتفاع ۸ متری از سطح دریا واقع شده‌است.